# Chyz u Bacy PTT
Chyz u Bacy PTT – nieistniejące górskie schronisko turystyczne Polskiego Towarzystwa Tatrzańskiego w Beskidzie Żywieckim, położone w Mładej Horze na wysokości 873 m n.p.m. Administracyjnie należało do wsi Soblówka, której Młada Hora jest przysiółkiem.

## Historia
Budynek powstał w 1939 w gminie Ujsoły jako drewniana chata, którą w 1948 przeniesiono do Mładej Hory. Początkowo wykorzystywany był jako szkoła podstawowa, którą zlikwidowano w 1974. W 1984 Klub Turystyki Górskiej Polskiego Towarzystwa Turystyczno-Krajoznawczego „Turnia” z Ostrzeszowa zawarł umowę z gminą Ujsoły o dzierżawie obiektu. Gospodarzem schroniska został Józef Michlik, zwany Bacą. 10 września 1990 dzierżawę schroniska przejął Oddział Polskiego Towarzystwa Tatrzańskiego w Ostrzeszowie. 25 października 1999 właścicielem obiektu został jego dotychczasowy gospodarz, Józef Michlik.
1 grudnia 2011 schronisko zakończyło swoją działalność.

## Warunki pobytu
Schronisko oferowało 30 miejsc noclegowych w pokojach 2- 3- i wieloosobowych. Do dyspozycji turystów była kuchnia turystyczna, łazienka z umywalką, prysznic oraz toaleta. Na zewnątrz znajdowało się miejsce na ognisko oraz grill.
Tuż przy schronisku znajduje się stacja pomiaru opadów „Posterunek Młada Hora”.

## Szlaki turystyczne
- z Rajczy – 2:45 h, z powrotem 2:15
 - z Rycerzowej – 1 h, z powrotem 1:30 h
 - z doliny Rycerek – 1h, z powrotem 0:45 h
 - z Soblówki przez przełęcz Kotarz – 2 h, z powrotem 1:30 h